# Lady Macbeth

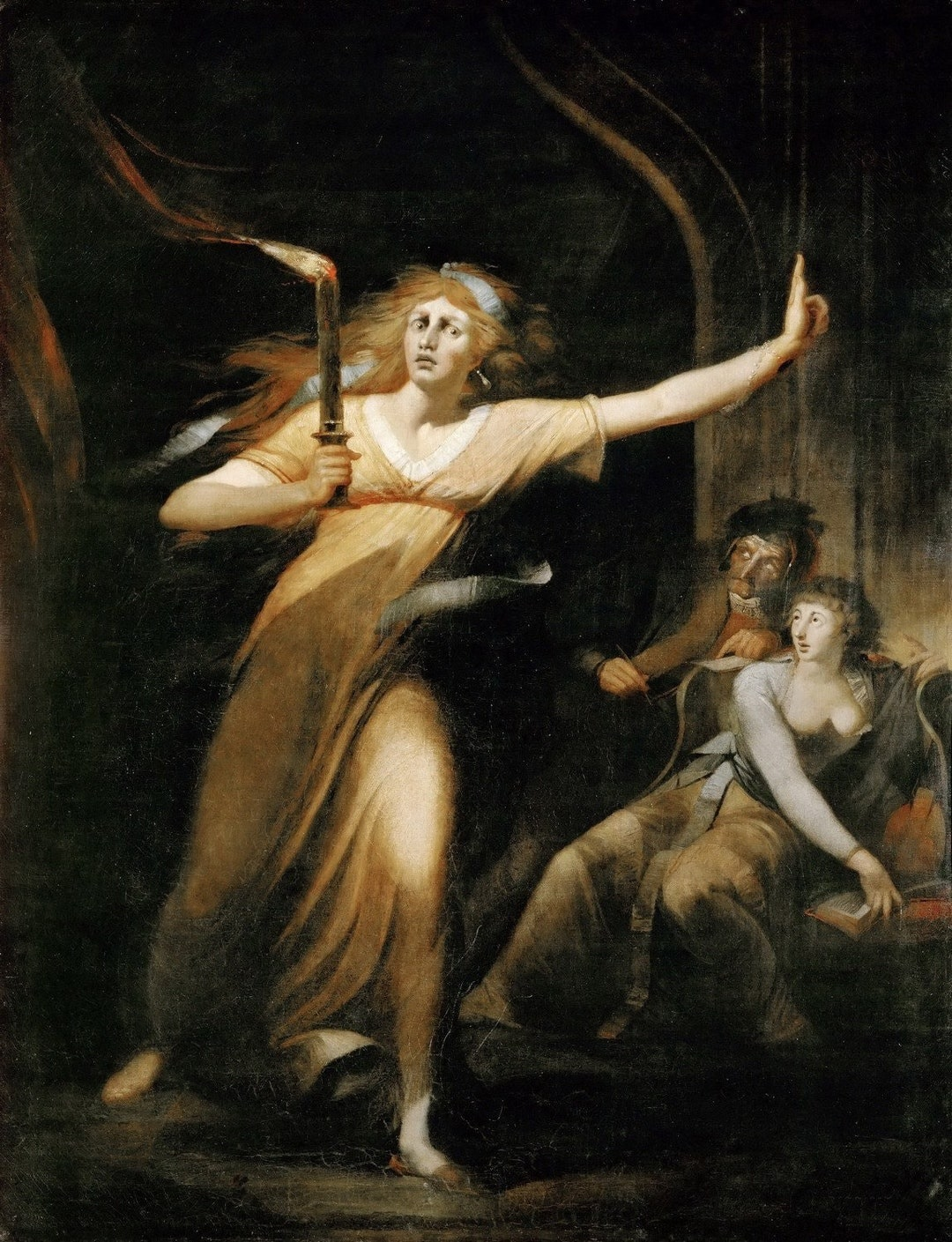
Lady Macbeth sonâmbula (Johann Heinrich Füssli, 1781-84, Louvre)

Lady Macbeth é uma das principais personagens da tragédia Macbeth, escrita pelo dramaturgo inglês William Shakespeare c. 1603-1606. Ela é a esposa do protagonista da obra, o nobre escocês Macbeth. Após convencê-lo a matar o rei Duncan, o casal Macbeth torna-se rei e rainha da Escócia, mas ela acaba severamente atormentada pela culpa. Morre na parte final da obra, aparentemente por suicídio.
Historicamente, o rei Macbeth da Escócia (1005-1057) sucedeu Duncan I após vencê-lo numa batalha ou instigar seu assassinato. Sua segunda mulher foi Gruoch, nascida por volta de 1005 de família nobre, cujo primeiro marido, Gillecomgain, morreu num incidente em que Macbeth também poderia haver estado envolvido. Em algum momento na história - talvez fruto da tradição oral - Gruoch/Lady Macbeth passou a ser considerada uma personagem sinistra, que incitou o assassinato de Duncan por Macbeth. Shakespeare tomou contato com essa tradição através das Crônicas da Inglaterra, Escócia e Irlanda (1587), uma obra historiográfica sobre as Ilhas Britânicas compilada inicialmente por Raphael Holinshed, em que a esposa de Macbeth é retratada como uma mulher ambiciosa e sem escrúpulos, que convence seu marido a cometer o crime. Outra possível influência é o Livro das Crônicas da Escócia (c. 1535), de William Stewart, versão em verso da História do Povo Escocês de Hector Boece.
No mundo anglófono, o papel foi desempenhado ao longo do tempo por várias atrizes notáveis, incluindo Sarah Siddons, Helen Faucit, Ellen Terry, Vivien Leigh, Simone Signoret. Glenda Jackson, Francesca Annis, Judith Anderson, Judi Dench,  Keeley Hawes e Marion Cotillard. Jeanette Nolan personificou Lady Macbeth na adaptação cinematográfica de Orson Welles em 1948.